# Schatz von Reims
Der Schatz von Reims ist ein Depotfund von silbernem Tafelgeschirr aus römischer Zeit. Er wurde im Jahr 1900 in Reims bei Bauarbeiten etwa 500 m südöstlich des Porte de Mars genannten römischen Triumphbogens gefunden. Insgesamt sind acht in einer Privatsammlung befindliche Stücke bekannt, sie datieren ins 3. Jahrhundert n. Chr.
Mit der möglichen Ausnahme einer Kasserolle gehören alle Objekte zum Speisegeschirr. Es handelt sich um vier kleine Teller (Unterteller), die mit einer Swastika verziert sind, eine ovale Platte, Boden und Rand einer fragmentierten Schüssel sowie einen Löffel (cochlear).